# Santo Estêvão (Bahia)
Santo Estêvão é um município brasileiro do estado da Bahia.
Localiza-se à latitude 12º25'49" sul e à longitude 39º15'05" oeste, com 242 metros de altitude. Faz parte do Vale do Paraguaçu. Sua população estimada pelo IBGE em 2024 era de 54 940 habitantes, distribuídos em 366,597 km² de área.

## História
A história do município remete ao século XVIII, quando o Padre José da Costa Almeida, na companhia de imigrantes portugueses, se estabeleceu na região, fundando assim a primeira capela dedicada a Santo Estêvão.
Esse fato deu origem a uma lenda local de que a cidade se originou da invasão do território por um padre em busca de água para seus animais. Segundo a história, o padre caminhou muito até chegar a um local onde descobriu água, conhecida como “Riacho Salgado” devido à sua salinidade. Isto teria ocorrido por volta de 1739. Em 1827, Santo Estêvão foi instituído como zona de paz e passou a fazer parte do então território de Cachoeira. A vila de Santo Estêvão - foi emancipada em 12 de julho de 1921. O novo governo municipal foi instituído em 21 de setembro do mesmo ano, e desde então este dia é comemorado como feriado municipal.

## Cultura
A festa de São João é um dos momentos importantes na cultura e economia local. Além do São João, a cidade também celebra o dia de Santo Estêvão, padroeiro local, em 26 de dezembro. A festa do padroeiro é reverenciada com grande devoção tanto pelos moradores da zona rural quanto da zona urbana no dia seguinte ao Natal de Nosso Senhor Jesus Cristo para lembrar que ele foi o primeiro Mártir da Igreja, o que costuma trazer para o município muitos visitantes. A Praça Sete de Setembro, situada no centro da cidade, torna-se o ponto de foco de todos os evento, podendo acolher mais de 30 mil pessoas diariamente nessas festividades.

## Demografia
Em 2023, a população foi estimada em 52 276 habitantes pelo censo daquele ano, realizado pelo Instituto Brasileiro de Geografia e Estatística (IBGE).

## Geografia
Localizada as margens da BR 116, na Microrregião de Feira de Santana, tem como municípios vizinhos Ipecaetá, Rafael Jambeiro, Antônio Cardoso, Castro Alves e Cabaceiras do Paraguaçu.
Tem a topografia em forma de tabuleiros, assim como Feira de Santana e clima comum ao agreste baiano.

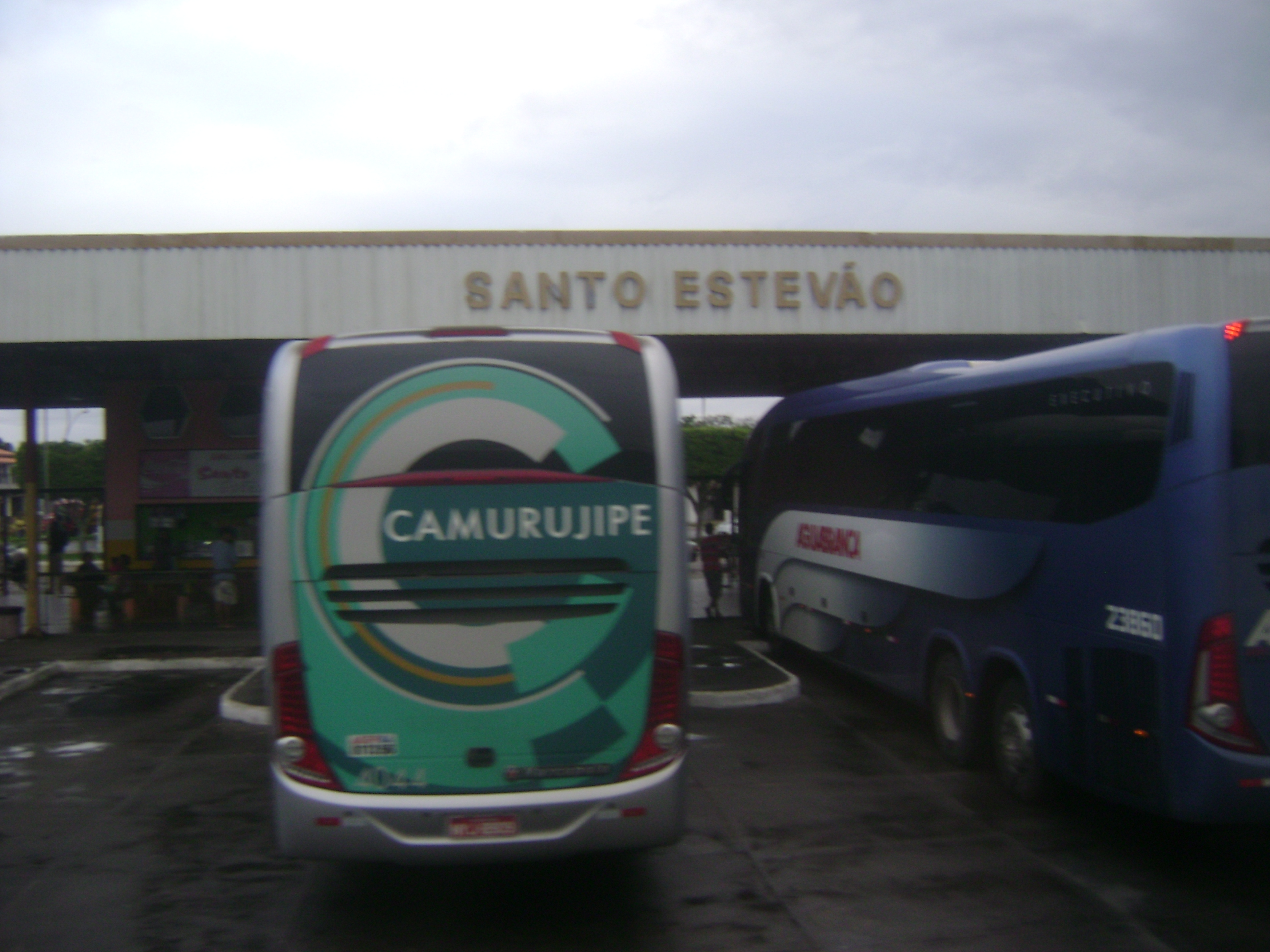
Rodoviária da cidade.

Santo Estêvão tem, uma geografia semelhante a de estados como Goiás e Tocantins, por ser de topografia plana. Em certas épocas do ano, devido ao tempo seco, muitos agricultores chegam a perder cabeças de gado. Sua urbanização é maior que 50%.